# 鳥越アズーリFM
鳥越アズーリFM（とりごえあずーりえふえむ、Torigoe Azzurri FM）は、東京都台東区に拠点を置く芸能プロダクションである株式会社アズーリ（AZZURRI Inc.）が運営するインターネットラジオ局。

## 概要
株式会社アズーリ代表取締役の髙橋英樹が、「日本一尖った放送局」を目指して、地域情報や防災情報などを発信するインターネットラジオを開始した。Mixchannelとのコラボ放送など、様々な企画を行う。鳥越神社の向かいに、楽屋三部屋を有するメインスタジオを構え、自社で放送設備を所有している。
井筒和幸やジャガー横田をはじめ様々な著名人が番組を担当している。

## 沿革
- 2020年10月4日 - 記者会見にて「鳥越アズーリFM」の開局を発表[8][9][10]
- 2020年10月10日 - 台東区浅草橋にて鳥越アズーリFMを開局
- 2024年7月7日-愛知県名古屋市円頓寺商店街内にシャチホコアズーリFM開局

## 主なパーソナリティ
- アントニオ小猪木「アントニオ小猪木の朝から十時固め!!」
- 井筒和幸「井筒和幸の無頼日記」
- おおともりゅうじ「おおともりゅうじのリトブリマンデー」
- 石川あんな「あんころフェス」
- 羽生田忠克「羽生田忠克の2024！基本的には野球の話！」
- パッパラー河合・るか「午前10時の耳たぶ」
- ネイチャーバーガー「吉岡開発の解体新SHOW」
- 冨家規政「ノリ坊ちゃんねる!」
- つちやかおり「秘密じゃないけど秘密」
- 武蔵拳「武蔵拳の映画に生きる」
- 山口仁、武蔵拳「山口仁、武蔵拳の人生大学」
- ジャガー横田　Sareeeの「ジャガー頑張ります」[11]
- FREEDOMS「Fight for your FREEDOM！」
- PURE-J「リングアナ紗希のPURE-J仏恥義理夜愛」
- 大日本プロレス「SPIRIT BJ」[12]
- 木髙イサミ「ズバババBASARA」
- JTO「Just tap out という名のラジオ」
- プロミネンス「プロミネンスのアレ！」
- 伊藤薫「伊藤薫の真面目にやれ！」
- 洞口義浩「ホラ兄の初めてのラジオでレディーゴー！」
- プロレスリングFTO「大分鉄板人〜DAIBU TEPPAN-JIN〜」
- エスパー小林「エスパー小林のズバリ！開運への近道」
- 中西学「中西学の誰にもマッケンロー！」（シャチホコアズーリFM）

## 卒業生
- 川上麻衣子「毎日がネコ曜日」
- 楽しんご「楽しんごの6PM」
- 東ちづる「東ちづるのLet's MAZEKOZE」
- 木下ほうか「ほうか道R」[13]
- 名高達男「名高達男のハングマンが今を斬る！」
- 久保新二、しのはら実加
- 藤波辰爾、LEONA「FUJINAMI FAMILY’S ROCK ME RADIO！」、「LEONA'S STUDIO!!!」
- Actwres girl'Z「Actwres girl'Z MONDAYNIGHT ーツキハチー 」
- SAKI「イロトリドリノミライ」
- Marvelous「Marvelous ride on time」
- SECRET BASE「シークレットベースのDo SURVIVE!!」
- ツジ・ルイス「プ女子の世界ノ・ゾ・キ・ア・ナ」
- Tomo Yo、仲内拓磨「せせらぎNightミュージック」（SKYWAVE FM89.2MHzへ移行）
- 杏ちゃむ「杏ちゃむの酒飲み放浪記」、「たまには私だって 話したい！ 杏ちゃんの自己主張ラジオ」
- プロレスリングCOMBO「COMBOが『来ちゃった❗️』」
- プロミネンス 「プロミネンスのアレ！」
- GAMI「にえきらない木曜日「なげっぱなし」これが、ラジオwaveだー!!」
- 杏ちゃむ「杏ちゃむの酒飲み放浪記」

## 協賛企業
- Re-Born

## 外部サイト
- 鳥越アズーリFM
- 鳥越アズーリFM (鳥越-アズーリfm-102028181650798) - Facebook
- 株式会社アズーリ